# Arroyo Gená
El arroyo Gená es un pequeño curso de agua de la cuenca hidrográfica del río Uruguay, ubicado en la provincia argentina de Entre Ríos. 
Nace al norte de la localidad de Santa Anita y forma parte del límite entre los departamentos Gualeguaychú y Uruguay. 
- Datos: Q5705672